# 泉大津パーキングエリア
泉大津パーキングエリア（いずみおおつパーキングエリア）は、大阪府泉大津市なぎさ町にある阪神高速道路4号湾岸線のパーキングエリア。
大阪市内（天保山）方面行きとりんくう方面行きとに分かれているが、本線上にかけられた歩道橋によって連絡されており、相互に利用ができる。大阪市内方面行きのビル11階がPAの休憩施設となっており、展望フロアが設置されている。

## 歴史
泉大津 - りんくう間開通時には未供用であったが、泉大津旧港地区の再開発に合わせて1996年に追加設置された。建設にあたっては立体道路制度が適用され、北行は12階建てのオフィスビル（堺泉北港ポートサービスセンタービル、通称：きららセンタービル）、南行は19階建てのホテル（きらら・りぞーと　ホテルサンルート関空、開業当時）と一体的に整備が行われた。泉大津PAの開業に伴い、近隣に存在した高石ミニPAや泉大津ミニPAは閉鎖されている。

### 年表
- 1996年4月15日：北行の供用開始。
- 1996年7月18日：南行の供用開始。

## 道路
- 阪神高速4号湾岸線

## 施設

### 大阪市内（天保山）方面
- 駐車場
  - 大型：31台
  - 小型：99台
  - 身障者用：3台
- トイレ (※2階・3階を含む)
  - 男 大8 (和1・洋7) 小18 キッズトイレ2(小便器1・洋式1 ※2階のみ)
  - 女 23(和式5・洋式18)  キッズトイレ3(2階:小便器1・洋式1  3階:小便器1)
  - 身障者用 2(2階、3階に各1つずつ設置)
- 公衆電話
- 自動販売機
- 売店（8:00 - 21:00）
- レストラン「泉大津食堂」（8:00 - 21:00）
- 屋台
- 無料休憩所
- 道路情報ターミナル
- インフォメーションコーナー
- インターネット無線スポット
- ETC利用履歴発行プリンター
- 携帯電話充電器
- 展望フロア
- 給電スタンド

### りんくう方面
- 駐車場
  - 大型：31台
  - 小型：101台
  - 身障者用：3台
- トイレ(2階・3階を含む)
  - 男 大8(和式1・洋式7) 小18  キッズトイレ2(小大各:1 ※2階のみ)
  - 女22(和式5・洋式17)  キッズトイレ3(2階:小大各:1 3階:小1)
  - 身障者用 2(2階・3階に各1つずつ設置)
- 公衆電話
- コンビニエンスストア「デイリーヤマザキ」（24時間）[4]
- 自動販売機
- レストラン「Daily Carnival」（8:00 - 20:00）[4]
- 無料休憩所
- インターネット無線スポット
- ETC利用履歴発行プリンター
- 給電スタンド

## 隣
阪神高速4号湾岸線
(4-13)泉大津出入口 - (4-14)泉大津出入口/PA - 泉大津TB（廃止）/泉大津大型専用PA（南行のみ） - (4-15,4-16)岸和田北出入口